# Kirsten Heiberg
Kirsten Heiberg (25 de abril de 1907, Kragero, Noruega - 2 de marzo de 1976, Oslo) fue una cantante y actriz noruega. Fue gran estrella de la UFA (Estudio Cinematográfico Alemán) y femme fatale durante el Tercer Reich. Su hermana fue la actriz Else Heiberg.

## Vida
Estudió en Lausana, Dijon, París y en Oxford. Comenzó a trabajar como actriz en Bergen y en el Teatro Nacional de Oslo.
En 1937 se mudó a Viena, y se casó en 1938 con el compositor de música de películas Franz Grothe.La pareja se mudó a Berlín donde fue estrella en el cine del régimen nazi. Se la conocía como "Die Heiberg" ("la Heiberg") y fue otro de los reemplazos a Marlene Dietrich utilizados por el régimen en cine y musicales (Zarah Leander, Renate Müller, Hilde Seipp, Marika Rökk, Lizzi Waldmüller, Eva Busch, etc).
Regresó a las tablas en 1948 en Hamburgo y a Noruega en 1951. Entre 1952 y 1960 trabajó en el teatro de Trondheim.

## Filmografía
- 1934: Sangen om Rondane (Norwegen)
- 1934: Syndere i sommersol (Norwegen)
- 1935: Du har lovet mig en kone! (Norwegen)
- 1936: Han, hon och pengarna (Schweden)
- 1937: Ryska snuvan (Schweden)
- 1937: O, en så'n natt! (Schweden)
- 1938: Napoleon ist an allem schuld
- 1938: Frauen für Golden Hill
- 1939: La casa lontana
- 1939: Der singende Tor
- 1939: Alarm auf Station III
- 1940: Achtung! Feind hört mit!
- 1943: Liebespremiere
- 1943: Titanic (1943)
- 1943: Die goldene Spinne
- 1944: Philharmoniker
- 1944: Die schwarze Robe
- 1945: Rätsel der Nacht
- 1945: Eines Tages
- 1949: Amico
- 1949: Hafenmelodie
- 1950: Furioso
- 1954: Bei Dir war es immer so schön
- 1966: Broder Gabrielsen (Norwegen)

1. ↑  «YouTube - Kirsten Heiberg - "Am nächsten Tag.."». Consultado el 2009.
2. ↑  «YouTube - KIRSTEN HEIBERG - Komm, Zauber der Nacht 1943 (FilmClip)». Consultado el 2009.
3. ↑  «YouTube - KIRSTEN HEIBERG - Es gibt Frauen, denen kannst du nicht». Consultado el 2009.
4. ↑  «YouTube - KIRSTEN HEIBERG - So oder so ist das Leben (1954)». Consultado el 2009.